# Heinrich Steinitz
Heinrich Steinitz (* 30. August 1879 in Bielitz, Österreichisch-Schlesien; † 7. November 1942 im KZ Auschwitz) war ein Wiener Rechtsanwalt und Schriftsteller in der Ersten Republik in Österreich.

Heinrich Steinitz (etwa 1910)

## Leben
Heinrich Steinitz, Sohn eines assimilierten jüdischen Arztes, studierte ab 1897 Rechtswissenschaften an der Universität Wien. Im März 1902 wurde er zum Dr. jur. promoviert, 1910 legte er die Advokatenprüfung ab. Anschließend war er kurze Zeit als Richter und dann als Anwalt tätig.
Im Ersten Weltkrieg geriet er 1916 an der Ostfront in russische Kriegsgefangenschaft. Aus dieser konnte er 1918 über Schweden fliehen.
Nach der Heimkehr wurde er Mitglied der Sozialdemokratischen Arbeiter-Partei Österreichs und Mitarbeiter im Reichsarbeiterrat. Steinitz schrieb Gedichte, Texte für Massenfestspiele und Sprechchorwerke und verfasste eine Kleist-Erzählung. 1933 war er Mitglied der Vereinigung sozialistischer Schriftsteller. Er setzte sich 1936 in Tilman Riemenschneider im deutschen Bauernkrieg mit dem Bildhauer und Bildschnitzer Tilman Riemenschneider aus dem Bauernkrieg 1525 auseinander. Das Buch konnte in NS-Deutschland wegen der Nürnberger Rassengesetze nur unter dem Pseudonym Karl Heinrich Stein erscheinen.
Beim Schutzbund-Prozess 1935 und vor allem beim Sozialistenprozess 1936 wurde er zum wichtigsten Rechtsbeistand der Arbeiterbewegung als Verteidiger unter anderem von Bruno Kreisky und Karl Hans Sailer. Dabei argumentierte er, die seit 1889 unveränderten Ziele der österreichischen Sozialdemokratie könnten doch nicht plötzlich Hochverrat sein. Trotz Überwachung durch das austrofaschistische Regime wurde seine Villa in Hietzing zu einem Treffpunkt des sozialistischen Widerstands.
Unmittelbar nach der Annexion Österreichs durch das nationalsozialistische Deutsche Reich wurde Steinitz am 14. März 1938 von der Gestapo verhaftet und am 2. April 1938 in das KZ Dachau verschleppt.
Über das KZ Buchenwald wurde er im Oktober 1942 nach Auschwitz deportiert, wo er nach wenigen Tagen, da er wegen seines Alters arbeitsunfähig schien, ermordet wurde. Seine letzten Worte zu seinem Mithäftling Benedikt Kautsky waren: „Wer weiß, was ich mir erspare“.
Ein Gemeindebau in Hietzing, dem 13. Wiener Bezirk, Auhofstraße 6 wurde 1955 nach ihm „Steinitzhof“ benannt. Eine dort angebrachte Gedenktafel würdigt ihn als „Anwalt vieler Verfolgter“. Der Nachlass von Steinitz befindet sich in der Wienbibliothek im Rathaus sowie im Dokumentationsarchiv des österreichischen Widerstandes.

## Familie
Am 23. Dezember 1910 heiratete Steinitz Meta Wurmfeld (1890–1974), mit der er einen Sohn und drei Töchter bekam. Meta Steinitz leitete bis 1934 eine Arbeiterbücherei in Hietzing, konnte 1938 in die Schweiz flüchten und wurde nach der Rückkehr 1947 Mitarbeiterin bei der Wiener Städtischen Bücherei.
Auch die Kinder konnten vor dem Holocaust fliehen, Steinitz’ Mutter Hermine wurde mit 84 Jahren deportiert und kam um.

## Schriften (Auswahl)
- Wert- oder Sachabgabe. Eine Untersuchung. Anzengruber  Leipzig/Wien 1919.
- Schöffen und Geschworene. Eine Einführung in das österreichische Strafrecht und Strafverfahren. Verlag der Wiener Volksbuchhandlung, Wien 1929.
- Soziales Wohnrecht. Sonderdruck aus der Zeitschrift für Soziales Recht. Nr. 4, Juli 1929. 1. Jg. S. 238–250.
- Tilman Riemenschneider im deutschen Bauernkrieg. Geschichte einer geistigen Haltung. Reichner, Wien/Leipzig/Zürich 1936. (Digitalisat)
- Eckart Früh (Hrsg.): Sonette eines Häftlings in Buchenwald. Gratis und Franko, Wien 1988.